# Клотри (король Эргинга)
Клотри (валл. Clodri; возможно Родри (?); VII — VIII века) — король Эргинга в начале VIII века.

## Биография
В начале VIII века правителем в Эргинге был Клотри (Родри?). Он упоминается в трех хартиях в Книге Лландафа времен епископа Бертуина.
В первой хартии, «Ager Helic», нам сообщается, что короли Клотри и Идваллон поклялись на алтаре церкви Гартбенни (Бикнор) и перед епископом Бертуином хранить мир. Однако через некоторое время Клотри убил Идваллона, был отлучён от церкви на синоде и отправился в изгнание. Позже он вернулся, имея короля Моргана Щедрого своим заступником.
Клотри снова появляется как свидетель с епископом Бертуином и королём Морганом в хартии «Cemeis». Наконец, два сына Клотри, Гвидги и Кинвин, были свидетелями хартии «Гурмарх» с епископом Бертуином и королем Ителом. Венди Дэвис датирует эти хартии первой третью VIII века.
Этот Клотри именуется именуется как Родри, например при Бертуине, совместно с королём Морганом, а также с принцами-князьями-дворянами Иаго, Гведнертом, Гургафарном, Комерегом и прочими. Ещё позже, снова с Гведнертом, а также Гвенгартом, Габраном, Элфином и прочими другими. У этого короля Моргана ап Итела были братья Рис и Родри.